# Albrecht Agthe
Albrecht Agthe  (né le 14 avril 1790 à Ballenstedt et mort le  8 octobre 1873 à Berlin) est un professeur de musique allemand.

## Biographie
Agthe est le fils de Carl Christian Agthe, un organiste et compositeur de la cour. Il a étudié avec Michael Gotthard Fischer (de) à Erfurt. En 1810 il est devenu professeur de musique à Leipzig et membre comme violoniste de l'Orchestre du Gewandhaus de Leipzig. En 1823, il a commencé à enseigner en utilisant la méthode de Johann Bernhard Logier (de) à Dresde. À partir de 1826, il a enseigné à Posen (où il a eu comme élève Theodor Kullak et Adolph Kullak (de)); à partir de 1830 à Breslau; et partir de 1832 à Berlin, où il a dirigé une école de musique pendant 13 ans.
Agthe est l'auteur d'ouvertures, de musique d'église, de pièces pour piano et de lieder.